# Riđoprsi guan
Riđoprsi guan (lat. Penelope pileata) je vrsta ptice iz roda Penelope, porodice Cracidae. Živi isključivo u porječju Amazone u Brazilu. Prirodna staništa su joj suptropske i tropske vlažne nizinske šume. Ugrožena je gubitkom staništa.

## Vanjske poveznice
- Video
- [neaktivna poveznica]
- Fotografije  Arhivirana inačica izvorne stranice od 25. listopada 2007. (Wayback Machine)